# Mehbooba Mufti

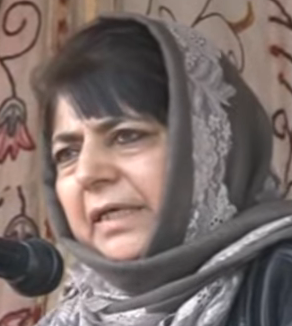
Mehbooba Mufti, 2017

Mehbooba Mufti Sayeed (* 22. Mai 1959 in Bijbehara, Distrikt Anantnag, Jammu und Kashmir, Indien) ist eine indische Politikerin der Jammu and Kashmir People’s Democratic Party (PDP). Sie war vom 4. April 2016  bis 19. Juni 2018 die Chief Minister von Jammu und Kashmir und damit die erste Frau in diesem Amt des nordwestlichen Bundesstaates. Es entspricht dem Amt der Ministerpräsidenten in Deutschland. Parlamentarisch stützte sie sich auf eine Koalition ihrer Partei mit der Bharatiya Janata Party (BJP).

## Biografie
Mehbooba Mufti Sayeed ist eine von drei Töchtern des Politikers und Rechtsanwalts Mohammad Sayeed. Sie wuchs in Kaschmir auf und studierte an der University of Kashmir in Srinagar Rechtswissenschaften. 1984 heiratete sie Javed Iqbal, und aus ihrer Ehe gingen zwei Töchter, Iltija und Irtiqa hervor. Ihr Ehemann war Cousin ersten Grades ihres Vaters (Sohn ihres Onkels väterlicherseits). Die Ehe wurde nach 4 Jahren wieder geschieden und die Töchter wuchsen anschließend bei ihr auf. Ihr Ex-Ehemann schloss sich im Jahr 2008 der konkurrierenden Jammu & Kashmir National Conference an.
Mehbooba Muftis Vater war mit Unterbrechungen bis Ende der 1980er Jahre in der Kongresspartei politisch aktiv. 1988/89 schloss er sich der neu gegründeten Janata Dal an und wurde im Kabinett von Premierminister V. P. Singh Innenminister – der erste Muslim in der Geschichte des unabhängigen Indien auf diesem Posten. In den 1990er Jahren kehrte er zeitweilig wieder zur Kongresspartei zurück. Ab etwa Mitte der 1990er Jahre begleitete seine Tochter Mehbooba ihren Vater eng bei dessen politischen Aktivitäten. Auch Mehbooba Mufti war in den 1990er Jahren Mitglied der Kongresspartei und ab 1996 Abgeordnete im Regionalparlament von Jammu und Kashmir. Im Jahr 1999 traten beide, Vater und Tochter aus der Kongresspartei aus und gründeten eine eigene Regionalpartei für Jammu und Kashmir, die Jammu and Kashmir People’s Democratic Party (JKPDP). Begründet wurde die Parteigründung im Wesentlichen mit der Vernachlässigung von spezifisch kaschmirischen Angelegenheiten durch die Kongresspartei. Mehbooba nahm in der neuen Partei wichtige Funktionen wahr, zuletzt als Parteipräsidentin.
Bei der gesamtindischen Parlamentswahl 2004 war Mebooba Mufti im Wahlkreis 3-Anantnag für die JKPDP erfolgreich und danach die einzige JKPDP-Abgeordnete im indischen Bundesparlament, der Lok Sabha, in der folgenden Legislaturperiode. Bei der Wahl zum Parlament in Jammu und Kashmir gewann sie den Wahlkreis 35-Wachi. Bei der indischen Parlamentswahl 2014 wurde sie wieder im Wahlkreis 3-Anantnag gewählt.
Als nach der Wahl 2014 zum Parlament von Jammu und Kashmir keine Partei eine Mehrheit erreicht hatte, kam es zur Bildung einer Koalition von Bharatiya Janata Party (BJP) und JKPDP. Der 79-jährige Mohammad Sayeed wurde zum Chief Minister gewählt. Schon am 13. November 2015 deutete Mohammad Sayeed an, dass ihm seine Tochter im Amt des Chief Ministers nachfolgen könne. Seine Tochter habe die bessere Verbindung zu den Problemen der einfachen Menschen und verdiene es Chief Ministerin zu werden. Seine Tochter verneinte jedoch noch im Dezember 2015 Ambitionen auf dieses Amt zu haben.
Am 24. Dezember 2015 verschlechterte sich der Gesundheitszustand Mohammad Sayeeds massiv und er starb am 7. Januar 2016 in Neu-Delhi. Nach seinem Tod proklamierte die JKPDP-Parlamentsfraktion in Jammu und Kashmir Mebooba Mufti zur designierten Nachfolgerin im Amt des Chief Ministers. Die mitregierende BJP hatte schon am 4. Januar 2016 erklärt, dass sie nichts gegen eine Amtsübernahme Mehbooba Muftis einzuwenden habe. Nach einer 4 Monaten dauernden zentralen Governor’s Rule in Jammu und Kashmir wurde Mehbooba Mufti schließlich am 4. April 2016 als neue Chief Ministerin von Jammu und Kashmir vereidigt. Am 19. Juli 2018 zog sich ihr Koalitionspartner die BJP aus der Koalition zurück und der Bundesstaat kam, da eine alternative Regierungsmehrheit nicht gefunden werden konnte wieder unter die Verwaltung des Gouverneurs.